# Jiří Šidák
Jiří Šidák (* 29. ledna 1954) je bývalý český fotbalista, obránce.

## Fotbalová kariéra
V československé lize hrál za TJ Sklo Union Teplice, nastoupil ve 43 utkáních a dal 2 góly. V nižších soutěžích hrál i za LIAZ Jablonec a Slovan Liberec.

## Ligová bilance
| Ročník                                   | Zápasy | Góly | Klub                  |
| ---------------------------------------- | ------ | ---- | --------------------- |
| Česká národní fotbalová liga 1978/79     | -      | -    | LIAZ Jablonec         |
| 1. československá fotbalová liga 1978/79 | 15     | 1    | TJ Sklo Union Teplice |
| Česká národní fotbalová liga 1980/81     | -      | -    | TJ Sklo Union Teplice |
| Česká národní fotbalová liga 1981/82     | 7      | 1    | TJ Sklo Union Teplice |
| Česká národní fotbalová liga 1981/82     | 18     | 5    | LIAZ Jablonec         |
| Česká národní fotbalová liga 1982/83     | 25     | 3    | LIAZ Jablonec         |
| 1. československá fotbalová liga 1983/84 | 28     | 1    | TJ Sklo Union Teplice |
| Česká národní fotbalová liga 1984/85     | 12     | 1    | TJ Sklo Union Teplice |
| Česká národní fotbalová liga 1986/87     | 24     | 1    | Slovan Liberec        |
| Česká národní fotbalová liga 1987/88     | 8      | 0    | Slovan Liberec        |
| CELKEM 1. liga                           | 78     | 10   |                       |